# 13 Dywizjon Artylerii Ciężkiej (1939)
13 dywizjon artylerii ciężkiej (13 dac) – pododdział artylerii ciężkiej Wojska Polskiego.
Dywizjon nie występował w pokojowej organizacji wojska. 

## 13 dac w kampanii wrześniowej

### Mobilizacja
Został sformowany w dniach 14-16 sierpnia 1939, w ramach mobilizacji alarmowej w grupie czerwonej w czasie od A+36 do A+44 w Chełmie, przez 2 pułk artylerii ciężkiej z przeznaczeniem dla 13 Dywizji Piechoty. W jego skład weszły dwie trzydziaławe baterie: armat 105 mm i haubic 155 mm. Dywizjon został zmobilizowany terminowo, bez specjalnych trudności. 15 sierpnia wieczorem został załadowany do transportów kolejowych i odjechał w ślad za dywizją w skład, Korpusu Interwencyjnego na Pomorze. 17 sierpnia dywizjon został wyładowany w Solcu Kujawskim, skąd przeszedł na postój do lasów nadleśnictwa Osiek koło Przyłubia. Podjął zgrywanie zaprzęgów i szkolenie obsług. 

### Działania bojowe
1 września zarządzono ostre pogotowie i 13 dac przeszedł do Torunia, po dotarciu na miejsce rozpoczęto załadunek do transportów kolejowych. Wraz z macierzystą 13 DP przewieziony został w rejon Koluszek. Gdzie został wyładowany w nocy 3/4 września. 4 września pomaszerował do rejonu Ujazd – Tomaszów Mazowiecki. Większość stanowisk ogniowych artylerii znajdowała się wzdłuż linii kolejowej z Tomaszowa w kierunku płn. – wsch. 5 września 13 dac, zajął stanowiska ogniowe w rejonie Cekanowa, wraz dywizjonem I/13 pułku artylerii lekkiej stanowił grupę artylerii ogólnego działania. Punkty obserwacyjne założono na I linii obrony, linie łączności były długie i przez to narażone na uszkodzenia przez wrogie lotnictwo i artylerię. Niektóre punkty znalazły się na wzgórzach na południe od wsi Zaborów w luce nie obsadzonej przez piechotę. Około 15:00 niemiecka 4 Dywizja Pancerna uderzyła na prawe skrzydło dywizji, obsadzone przez 43 pułk piechoty. Pierwsze natarcie zostało zatrzymane. Około 17:30 na dywizję uderzyły dwa zgrupowania pancerne niemieckiej 4 Dywizji Pancernej. Jedno przez Łazisko na Zaborów, w pobliżu punktów obserwacyjnych dywizjonu, zostały ostrzelane ogniem całego dywizjonu. Osiem niemieckich czołgów korzystając z nierówności terenu podążało wprost na stanowiska ogniowe 13 dac. Obie baterie dowodzone przez oficerów ogniowych, ogniem na wprost zwalczały atakujące czołgi. 1 bateria zmusiła czołgi do odwrotu, a 2 bateria zniszczyła dwa czołgi i odparła nieprzyjaciela. Nie ponosiły jednak dużych strat. Dywizjon odskoczył bezpiecznie ze strefy bezpośredniego zagrożenia. Oddziały niemieckie wyszły na tyły broniących się wojsk w rejonie lasu Lubochnia. Wymusiło to odwrót dywizji przez Lubochnię, Inowłódz do lasów brudzewickich, gdzie dotarł 7 września. Wieczorem 13 dac podjął na rozkaz dowódcy 13 DP dalszy odwrót przez Odrzywół, Drzewicę do rejonu Ulów, gdzie dotarł 8 września przed południem.
Dywizjon wszedł w skład zgrupowania mjr. Götta, które 9 września w południe dotarło do lasu na północ od Ryczywołu. Tam dowiedziano się o zajęciu mostu pod Maciejowicami przez wojska niemieckie. Ok. godz. 17.00 13 dac został ostrzelany przez niemiecką artylerię, piechota towarzysząca dywizjonowi nocą 9/10 września przeprawiła się przez Wisłę. Patrole z dywizjonu nie odnalazły brodów i środków do przeprawy dział. Mjr Kazimierz Siekierzyński z uwagi na pojawiające się niemieckie czołgi w okolicy, podjął decyzję o zniszczeniu dział. Następnie dywizjon w szyku pieszym, rano 10 września pomaszerował ku Wiśle. Na skutek ataku niemieckich samolotów 13 dywizjon rozproszył się i przestał istnieć. Dowódca dywizjonu zebrał na wschodnim brzegu Wisły ok. 50 żołnierzy i wraz z nimi pomaszerował w kierunku Chełma Lub. Podczas marszu w Łukowie doszło do potyczki z dywersantami niemieckimi, 14 września grupa dotarła do Chełma. Z Chełma resztki 13 dac wymaszerowały w ślad za Ośrodkiem Zapasowym Artylerii Ciężkiej nr 1 w kierunku Kowala. W trakcie marszu zaginął mjr Siekierzyński. Gdy osiągnięto 16 września Kowel, to okazało się, że OZAC nr 1 ma być w Łucku dokąd podjęto marsz. Na wieść o agresji sowieckiej 8 km od Łucka 18 września dywizjon został rozwiązany, a żołnierzom nakazano udać się w kierunku granic węgierskiej i rumuńskiej lub do domów.

## Obsada personalna
Obsada personalna
- dowódca dywizjonu - mjr Kazimierz Siekierzyński †1940 Katyń[6]
- adiutant dywizjonu - ppor. Mieczysław Emilian Garścia (uczestnik powstania warszawskiego)[7][8]
- dowódca 1 baterii armat - kpt. Jan Konoplicki †1940 Katyń[9]
- oficer zwiadowczy - ppor. rez. Jan Zygmunt Uklejski[10] (kapitan 3 karpackiego pal)
- oficer ogniowy - ogn. pchor. / ppor. August Kamps †1940 Katyń[11]
- dowódca 2 baterii haubic - kpt. Marian Leśkiewicz †1940 Katyń[12]